# Nicolas Bachelier

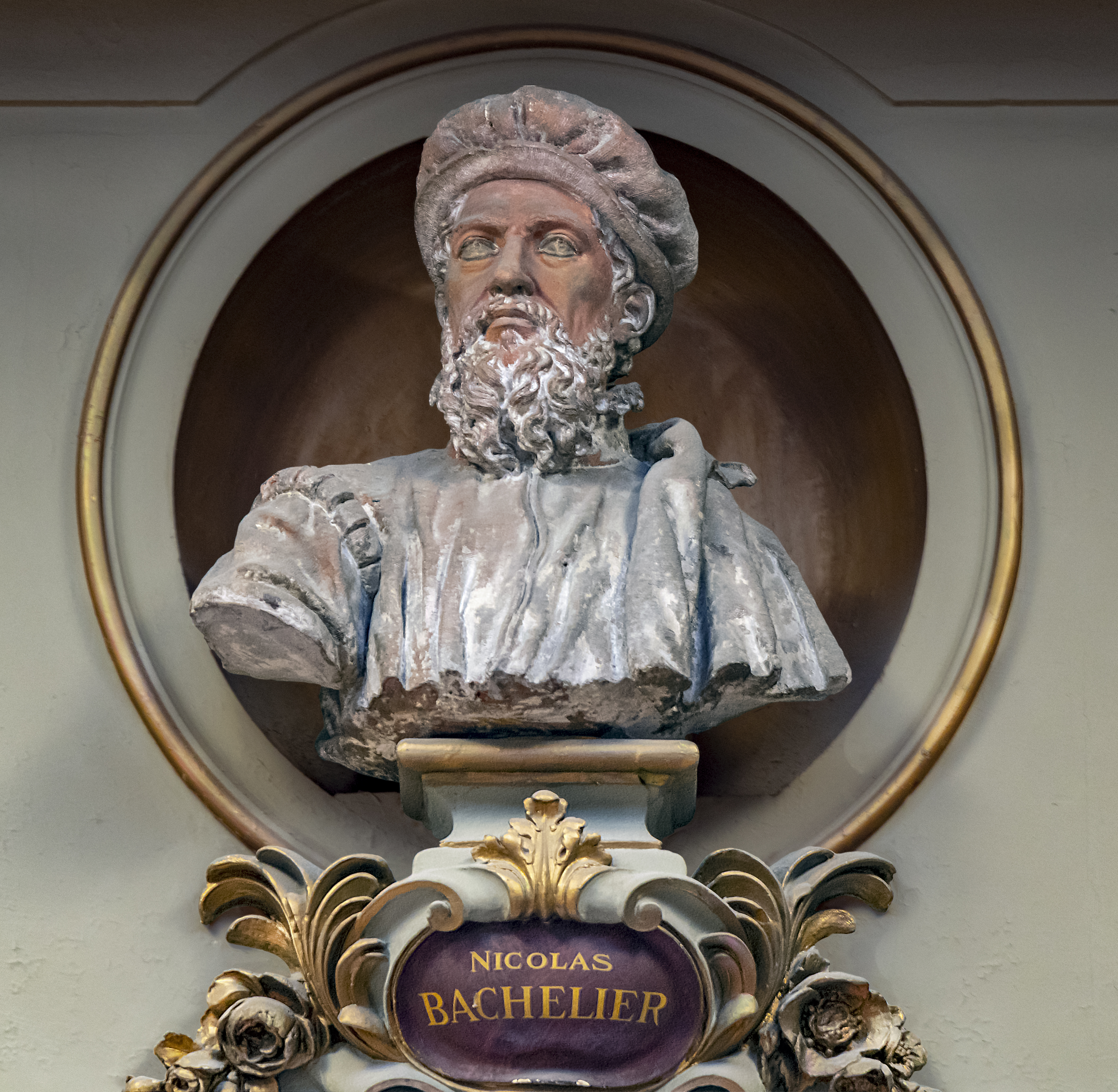
Büste in der Halle "Henri-Martin" Kapitol von Toulouse

Nicolas Bachelier (spr. baschljeh) (* 1487 in Arras; † 1556 in Toulouse) war ein französischer Architekt und Bildhauer.
Nicolas Bachelier bildete sich bis 1510 in Italien nach Michelangelo und war nach seiner Rückkehr vor allem in Toulouse tätig. Er baute dort und in der Umgebung Kirchen und Paläste und war einer der ersten, die den Stil der Renaissance in das südliche Frankreich einführten.
Er sowie sein Sohn Dominique Bachelier waren unter anderem an der Pont Neuf de Toulouse tätig.

## Werke
- Hôtel d' Assézat (1557)
- Innenhof von Le Capitole
- Pont Neuf von Toulouse (1632)
- Canal du Midi (Erstes Projekt)